# Balshun
Balshun (tiếng Ả Rập: بلشون) là một ngôi làng Syria nằm ở Ihsim Nahiyah ở huyện Ariha, Idlib. Theo Cục Thống kê Trung ương Syria (CBS), Balshun có dân số 1775 trong cuộc điều tra dân số năm 2004.